# Family Guy (15.ª temporada)
A décima quinta temporada de Family Guy começou a ser exibida no canal FOX dos Estados Unidos em 25 de Setembro de 2016. A série segue a disfuncional família Griffin, que tem como membros o pai Peter, a mãe Lois, a filha Meg, o filho Chris, o bebê Stewie e o cão da família Brian, que residem em sua cidade natal de Quahog.[carece de fontes?]
A estreia da temporada inclui a participação especial de Vinny (dublado por Tony Sirico), o cão que substituiu temporariamente Brian na 12ª Temporada

## Episódios
| N.º na série | N.º na temp. | Título                                                               | Dirigido por    | Escrito por               | Exibição original       | Cód. de produção | Audiência EUA (milhões) |
| --- | ------------ | -------------------------------------------------------------------- | --------------- | ------------------------- | ----------------------- | ---------------- | ----------------------- |
| 270 | 1            | "The Boys in the Band" Os Caras da Banda                             | Joseph Lee      | Chris Regan               | 25 de Setembro de 2016  | EACX01           | 2.80                    |
| Stewie e Brian formam uma banda infantil que ameaça desmoronar quando Olivia se envolve, enquanto Chris consegue um emprego Gerenciando a vida sexual do Quagmire.                                                                                                   |              |                                                                      |                 |                           |                         |                  |                         |
| 271 | 2            | "Bookie of the Year" Festa de San Gennaro                            | Jerry Langford  | Daniel Peck               | 2 de Outubro de 2016    | DACX10           | 3.47                    |
| Peter começa a apostar em Chris quando ele se torna um lançador de um time de beisebol enquanto isso Brian e Stewie e Frank Sinatra Jr. criam um restaurante italiano em Quahog.                                                                                     |              |                                                                      |                 |                           |                         |                  |                         |
| 272 | 3            | "American Gigg-olo" Gigg-olo Americano                               | Mike Kim        | Chris Sheridan            | 16 de Outubro de 2016   | DACX19           | 3.68                    |
| Depois que os pilotos de Quahog ficam em greve, Glen Quagmire se torna um gigolo. Enquanto isso, Brian Griffin trabalha em uma loja de ferragens para pagar seu seguro de saúde.                                                                                     |              |                                                                      |                 |                           |                         |                  |                         |
| 273 | 4            | "Inside Family Guy" Bastidores de Uma Família da Pesada              | Joe Vaux        | Andrew Goldberg           | 23 de Outubro de 2016   | DACX20           | 2.49                    |
| James Woods leva os espectadores para os bastidores dos estúdios de Family Guy. |              |                                                                      |                 |                           |                         |                  |                         |
| 274 | 5            | "Chris Has Got a Date, Date, Date, Date, Date" Chris Tem Um Encontro | Brian Iles      | Artie Johann              | 6 de Novembro de 2016   | EACX02           | 2.60                    |
| Cris não tem ninguém para ir ao baile, Stewie diz a Cris para fazer um vídeo para que Taylor Swift vá ao Baile com ele, enquanto isso Peter vira um motorista de Uber.                                                                                               |              |                                                                      |                 |                           |                         |                  |                         |
| 275 | 6            | "Hot Shots" Vacinas Quentes                                          | John Holmquist  | David A. Goodman          | 13 de Novembro de 2016  | EACX03           | 3.58                    |
| 276 | 7            | "High School English" Ensino Médio Inglês                            | Steve Robertson | Ted Jessup                | 20 de Novembro de 2016  | EACX04           | 2.74                    |
| 277 | 8            | "Carter and Tricia" Carter e Tricia                                  | Mike Kim        | Patrick Meighan           | 4 de Dezembro de 2016   | EACX05           | 3.45                    |
| Carter compra a cervejaria e passa a usar produtos nocivos na produção, além de humilhar Peter, o que leva a denunciá-lo para Tricia Takanawa, que começa um romance com Carter. Enquanto isso Stewie ajuda Brian a conseguir sua habilitação de motorista de volta. |              |                                                                      |                 |                           |                         |                  |                         |
| 278 | 9            | "How the Griffin Stole Christmas" Como Griffin Roubou o Natal        | Julius Wu       | Aaron Lee                 | 11 de Dezembro de 2016  | EACX06           | 3.05                    |
| 279 | 10           | "Passenger Fatty-Seven" Passageiro Gordo                             | Greg Colton     | Alex Carter               | 8 de Janeiro de 2017    | EACX07           | 4.00                    |
| 280 | 11           | "Gronkowsbees" Gronkabelha                                           | Jerry Langford  | Cherry Chevapravatdumrong | 15 de Janeiro de 2017   | EACX08           | 3.55                    |
| 281 | 12           | "Peter's Def Jam" A Balada Surda de Peter                            | Joe Vaux        | Anthony Blasucci          | 12 de Fevereiro de 2017 | EACX09           | 1.86                    |
| 282 | 13           | "The Finer Strings" Quarteto de Cordas                               | Joseph Lee      | Shawn Ries                | 19 de Fevereiro de 2017 | EACX09           | 2.26                    |
| Peter e seus amigos criam um Quarteto de Violino, Enquanto isso Brian tem que cuidar de Carter até que seus olhos se recuperem. |              |                                                                      |                 |                           |                         |                  |                         |
| 283 | 14           | "The Dating Game" O Jogo de Namoro                                   | Brian Iles      | Tom Devanney              | 5 de Março de 2017      | EACX11           | 2.48                    |
| 284 | 15           | "Cop and a Half-wit"                                                 | John Holmquist  | Ray James                 | 12 de Março de 2017     | EACX12           | 2.51                    |
| 285 | 16           | "Saturated Fat Guy"                                                  | Steve Robertson | Damien Fahey              | 19 de Março de 2017     | EACX13           | 2.34                    |
| Em uma tentativa de evitar a comida saudável que Lois força Peter comer, ele abre seu próprio food truck de comida gordurosa. Enquanto isso, Meg entra em um grupo de patinação, apesar de que Chris pense que seja perigoso.                                        |              |                                                                      |                 |                           |                         |                  |                         |
| 286 | 17           | "Peter's Lost Youth"                                                 | Julius Wu       | Danny Smith               | 26 de Março de 2017     | EACX14           | 2.17                    |
| Peter fica com ciúmes de Lois quando ela o ofusca durante um acampamento de baseball de fantasia dos Red Sox. Enquanto isso, Stewie foge de casa quando Meg é deixada para cuidá-lo.                                                                                 |              |                                                                      |                 |                           |                         |                  |                         |
| 287 | 18           | "The Peter Principal"                                                | Greg Colton     | Steve Callaghan           | 30 de Abril de 2017     | EACX16           | 2.42                    |
| 288 | 19           | "Dearly Deported"                                                    | Jerry Langford  | Mike Desilets             | 21 de Maio de 2017      | EACX17           | 2.14                    |
| 289 | 20           | "A House Full of Peters"                                             | Joseph Lee      | Chris Sheridan            | 21 de Maio de 2017      | EACX19           | 2.14                    |